# بلبل أبيض الحنجرة
بلبل أبيض الحنجرة (الاسم العلمي: Alophoixus flaveolus) (بالإنجليزية: White-throated Bulbul)‏ هو نوع من الطيور يتبع جنس البلبل الذهبي من فصيلة البلابل.